# Maçãs de Caminho
Maçãs de Caminho era una freguesia portuguesa del municipio de Alvaiázere, con 7,66 km² de extensión e 391 habitantes (2001). Densidad: 51,0 hab/km².

## Historia
Fue villa y sede de un municipio propio hasta comienzos del siglo XIX. Estaba constituido apenas por la fregresia y unos pocos lugares y en 1801 tenía 302 habitantes.
En el año 2013, en el ámbito de la reforma administrativa territorial, la freguesia fue suprimida al ser anexionada por Alvaiázere.
La patrona de la fregresia es Santa María de Gracia.